# بحيرة البلاح
بحيرة البلاح هي بحيرة مندثرة كان تشغل مساحة من القنطرة الحالية حتى شمال الإسماعيلية، أطلق عليها المصريون القدماء اسم (مستنقع البري) وكان هناك ميناء على تلك البحيرة في منطقة أبو صيفي بالقنطرة شرق أيضا من العصر البطلمي.
جنوبها كانت بحيرة التمساح وتدل المصادر التاريخية والدراسات الجيولوجية إن بحيرة التمساح كانت تشغل مساحة من منطقة الشيخ حنيدق جنوب الإسماعيلية حتى منطقة نمرة 6 وتمتد للغرب حتى أبو صوير حيث كانت مدينة تكو أو سكوت (تل المسخوطة حاليا) لها ميناء على تلك البحيرة وتقع حاليا في امتداد قناة السويس.

## اسباب اختفائها
تسبّبت التغيرات في مستوى سطح البحر إلى انحسار الماء مع تغيّر في مستوى فيضان النيل حيث انخفض مما أدى إلى قلة مياه الفيضان التي تصل إلى إقليم القناة ومعروف أيضا أن الفرع البيلوزي قد جفَّ في تلك الفترة.

## أثار
تحتوي البحيرة على تل آثار أبو صيفي بشمال سيناء،